# Лавашак

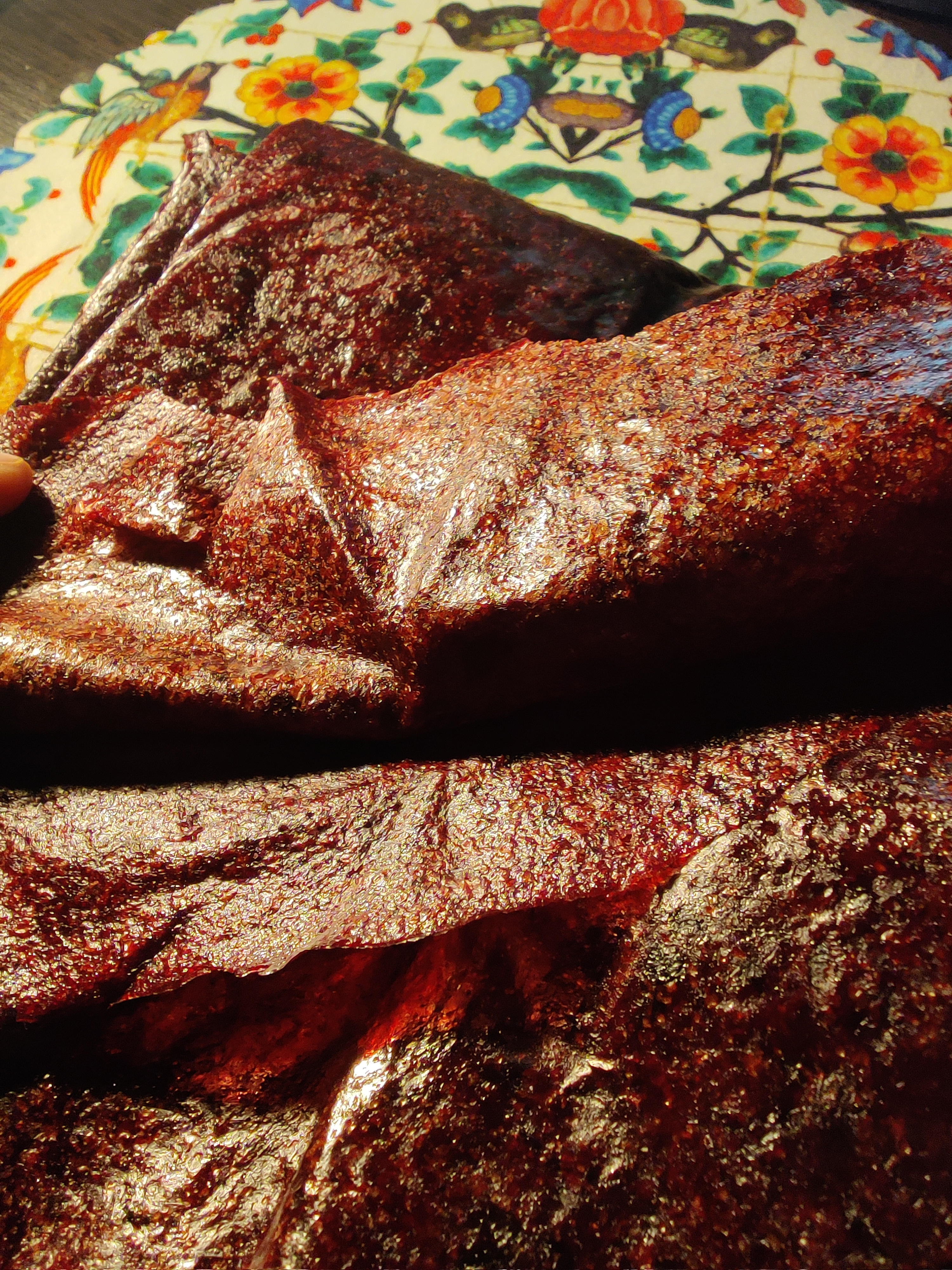
Пласт лавашака

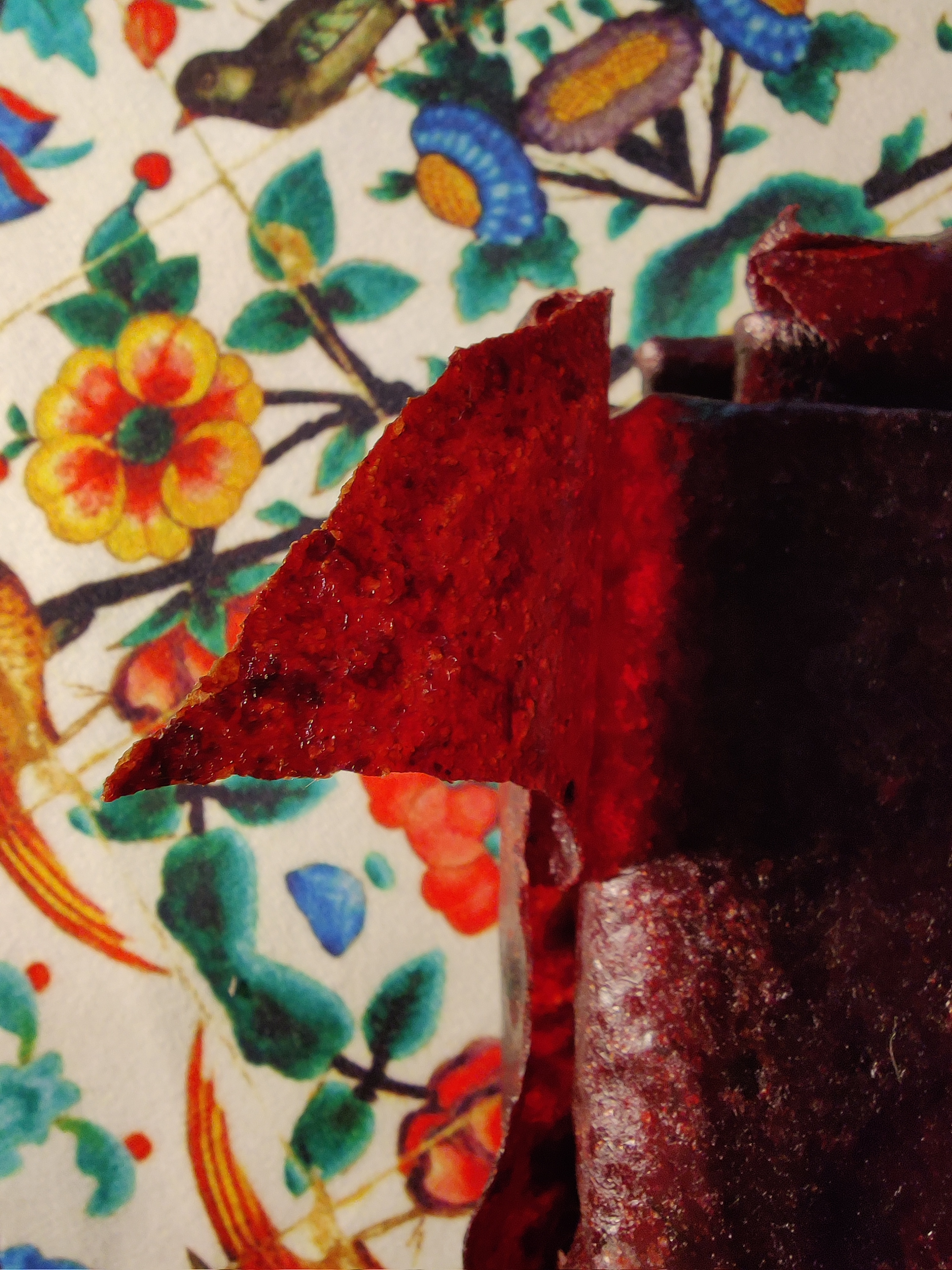
Надорванный лавашак к чаю

Лавашак (перс. لواشک‎‎, буквально: маленький лаваш) — персидская тонкая, твёрдая высушенная пластинка из фруктового пюре, из одного или нескольких ингредиентов, таких как сливы, абрикосы или гранаты (более водянистые фрукты, вроде дыни, тоже подходят, но требуют больше времени для застывания). Массу переваренных фруктов солят, продавливают через сито, разравнивают до высоты примерно двух миллиметров и сушат до застывания, она становится жёсткой и твёрдой.
Популярна среди детей, для приготовления часто используются низкокачественные продукты.
Аналогичные блюда существуют в кухнях других стран — pastil в США, bastegh в Армении, qamar al deen в Ливане и других арабских странах.